# Sukananti (Muaradua Kisam)
Sukananti is een bestuurslaag in het regentschap Ogan Komering Ulu Selatan van de provincie Zuid-Sumatra, Indonesië. Sukananti telt 679 inwoners (volkstelling 2010).